# Mequinensa
Mequinensa és una vila i municipi del Baix Cinca situat a la Franja de Ponent, dins la província de Saragossa (Aragó) d'aproximadament 2.600 habitants (any 2006). Està situat en la confluència de tres rius, l'Ebre, el Segre i el Cinca (anomenada Aiguabarreig). El municipi és molt extens, amb una mica més de 300 km quadrats. El català que s'hi parla és el nord-occidental amb els trets propis de la Franja de Ponent. L'escriptor Jesús Moncada va nàixer aquí i al seu llibre Camí de sirga retrata l'antiga vida al Poble Vell de Mequinensa.

## Etimologia
El nom prové de Miknasa, tribu amaziga que va edificar el castell al segle viii. Es va llatinitzar com Miquinencia i en la documentació fins al segle xix alternen Miquinensa/Mequinensa o Miquinença/Mequinença. Aquesta vacil·lació es dona encara en la pronúncia local. Per antonomàsia s'anomena «lo Poble».

## Història

### Edat antiga
Cal destacar la importància que alguns autors han donat a la situació en aquesta zona de la ciutat ibèrica d'Octogesa, que va tenir un paper important en el desenvolupament de la batalla d'Ilerda. Des de 1983 i com a part dels programes de recerca del Museu de Saragossa, en col·laboració amb l'Ajuntament de Mequinensa i el suport de la Diputació General d'Aragó es van dur a terme una sèrie d'excavacions en tres llocs: Els Castellets, Barranc de la Mina Vallfera i Riols I.
- Els Castellets: un espai clau per al coneixement del pas dels pobles de l'Edat de Bronze tardana a la cultura dels camps d'urnes. El conjunt es compon d'una colònia sobre un estrep al riu Ebre, envoltat per dues torres, una paret i una rasa, al costat de dues necròpolis. És l'únic de tot Aragó en el qual s'han trobat conjuntament necròpolis d'inhumació i incineració.

- Barranc de la Mina Vallfera: es va dur a terme una campanya d'excavació d'emergència en aquest lloc, descobrint un grup molt important de llogarets necròpolis i datació final neolítica.

- Riols I. A l'octubre de 1985 es va dur a terme la primera campanya d'excavació d'emergència que descrivia un assentament de característiques similars a les del Barranc de la Mina Vallfera. La conservació d'aquest jaciment va permetre iniciar els estudis que van apuntar que datava del període final del Neolític.

Nombroses pintures i gravats s'han trobat a Mequinensa, inclosos dins de l'Art rupestre de l'Arc Mediterrani de la Península Ibèrica i considerats Patrimoni de la Humanitat per la UNESCO el 1998.

La presència de fragments de ceràmica sigillata decorada en diversos espais indiquen també una ocupació romana. Juli Cèsar en la seva obra "De Bello Civili" fa referència a la població d'Octogesa que alguns historiadors situen a Mequinensa:
"Presa aquesta decisió, manen agafar barques per tot l'Ebre i conduir-les a Octogesa. Aquesta població estava a la ribera de l'Ebre, distant vint milles dels reals. Aquí disposen formar un pont de barques, i fent passar dues legions pel Segre, fortifiquen el seu camp amb una tanca de dotze peus ".

### Edat mitjana
El topònim de Mequinensa procedeix de la tribu amaziga Banu Miknasa als quals s'atribueix la fundació amb la seva arribada a la península entre el 714 i 719. Durant la reconquesta, Alfons I la va ocupar el 1133 (encara que els almoràvits la van reconquerir poc després) i va ser reconquerida definitivament per Ramon Berenguer IV el 1149. Mequinensa va passar als dominis de la família noble dels Moncada, senyors de la baronia d'Aitona. Es creu que els árabs s'hi van establir entre l'any 714 i l'any 719. En aquest període es reedificaria la fortalesa defensiva. Al-Idrisi, cronista de l'època, la descriu així:
«És petita, però té una gran fortalesa de fort aspecte i es troba a les fronteres d'al-Àndalus».
El 1133 la població musulmana és conquerida per Alfons I però és de nou recuperada per les forces musulmanes de Yahya ibn Ganiya el 1136. No serà fins al 1149 quan Mequinensa passarà definitivament a mans cristianes després de la conquesta per part de Ramon Berenguer IV,
Des de llavors, la població (i probablement les fortificacions defensives emplaçades i construïdes pels habitants musulmans) es convertiran en tinences de reialenc, denominació jurisdiccional que indica que la vila depenia directament del rei. El 1153, es realitzarà la donació de 1/5 de les terres situades a la ribera de l'Ebre des de Mequinensa fins a Benifallet a l'Orde del Temple, però és probable que el Castell, la vila, les terres circumdants i els molins i laudes de Mequinensa quedessin encara sota la dependència real o d'en Guillém Ramón de Moncada.
| Any                   | Tinent                         | Senyor                                                          | Rei                                        |
| --------------------- | ------------------------------ | --------------------------------------------------------------- | ------------------------------------------ |
| 1133                  | Lope Iñíguez (o Lope Enecones) |                                                                 | Alfons I (1104-1134)                       |
| 1134 (agost-desembre) | Fortún Galíndez                |                                                                 | Alfons I (1104-1134)                       |
| 1135                  | Lope López                     |                                                                 | Ramir II (1134-1137)                       |
| 1153-?                |                                | Guillém Ramon de Moncada                                        | Peronella i Ramon Berenguer IV (1137-1162) |
| 1160 - 1168           | Arpa                           |                                                                 | Peronella i Ramon Berenguer IV (1137-1162) |
| 1160 - 1168           | Arpa                           | Alfons II i Sança (1162-1196)                                   |                                            |
| 1189?-1207            |                                | Comptes d'Urgell Ermengol VIII                                  | Pere II (1196-1213)                        |
| 1207-1230             |                                | Guillén de Cervera                                              | Pere II (1196-1213)                        |
| 1207-1230             | Jaume I (1213-1276)            | Guillén de Cervera                                              |                                            |
| 1230                  |                                | Tomàs de Sant Climent Ramón Berenguer de Ager Constança d'Aragó |                                            |
| 1231-1232             |                                | Tomàs de Sant Climent                                           |                                            |
| 1232?                 |                                | Pere Sanç                                                       |                                            |
| 1237-1243             |                                | Tomàs de Sant Climent                                           |                                            |

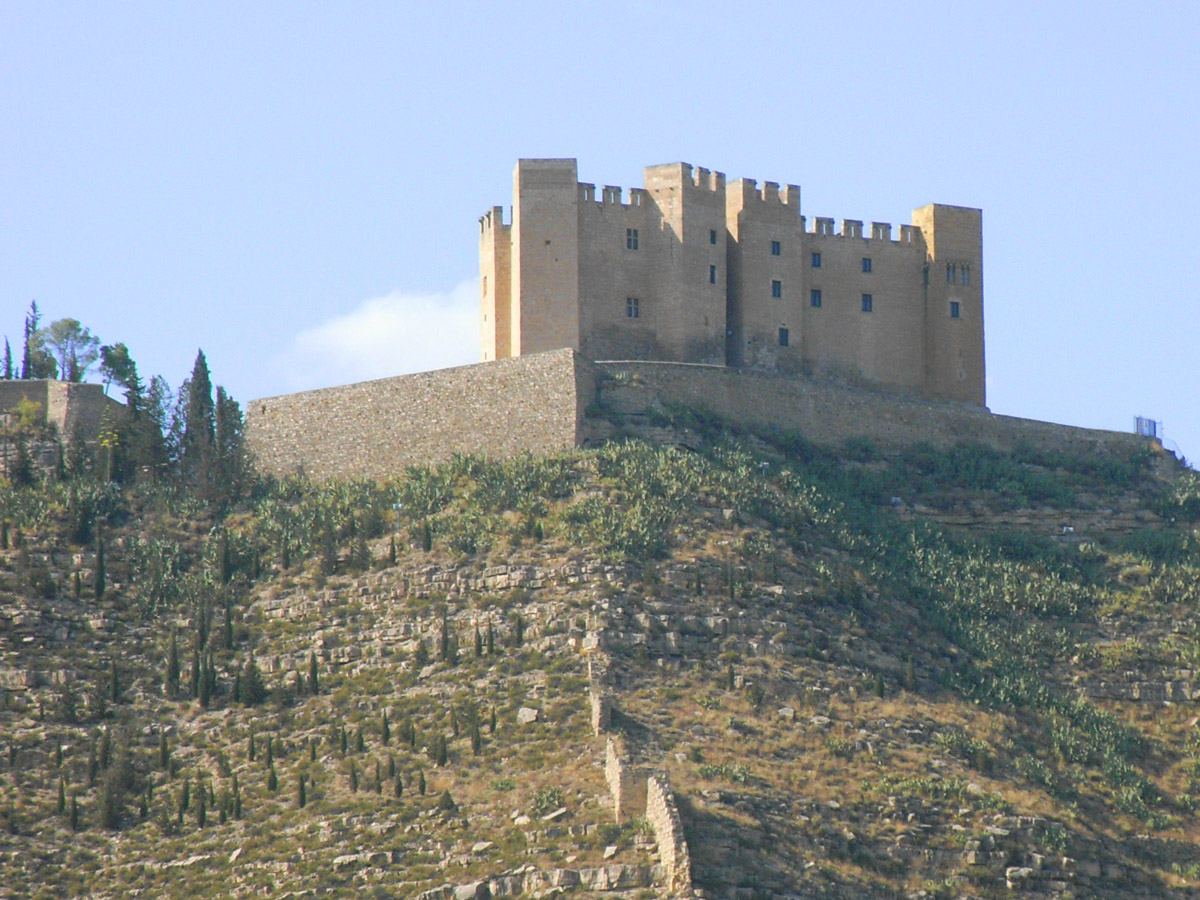
Castell de Mequinensa.

Mequinensa, després de mig segle de jurisdiccions reals directes, va ser un senyoriu de la casa dels Moncada, juntament amb Aitona i Seròs. I són aquests els que edifiquen l'important Castell de Mequinensa. I encara que la conquesta cristiana seguia en peu, les tres viles van ser majorment musulmanes. Anys després sorgeixen conflictes entre Fraga i Mequinensa a causa dels seus límits fronterers. El 6 de setembre de 1246, per evitar batalles i litigis, en Pere de Moncada i la seva dona Sibil·la procedeixen a la divisió oficial d'aquests termes, encara que a canvi de les millores atorgades als fragatins, respectant els termes dels seus municipis, els homes de la vila de Fraga es veuen obligats a pagar als Moncada cent maravedís d'or.
| Any                          | Senyor                                                 |
| ---------------------------- | ------------------------------------------------------ |
| 1212 (año de la dote) - 1250 | Constança d'Aragó, I senyora d'Aytona                  |
| 1243/1245 - 1266             | Pere Ramon de Moncada, II senyor d'Aytona              |
| 1266?-1285                   | Guillem Ramón de Moncada, senyor de Serós i Mequinensa |
| 1253 - 1266?*                | Constança de Moncada                                   |
| 1285-1313                    | Berenguela de Moncada, senyora de Serós i Mequinensa   |
| 1313-1320                    | Elisenda de Moncada, senyora de Serós i Mequinensa     |
| 1320-1322                    | Ot de Moncada "el Vell", IV senyor d'Aytona            |
| 1322-1327?                   | Elisenda de Moncada, senyora de Serós i Mequinensa     |
| 1327?-1341                   | Ot de Moncada "e", IV senyor d'Aytona                  |
| 1341-1354                    | Ot de Moncada i Moncada, V senyor d'Aytona             |
| 1354-1371                    | Guillem Ramón de Moncada, VI senyor d'Aytona           |
| 1371-1421                    | Ot de Moncada, VII senyor d'Aytona                     |
| 1421-1455                    | Guillem Ramón de Moncada, VIII senyor d'Aytona         |

Mequinensa no evita la pesta del 1348, que ocasiona moltes víctimes en aquesta ocasió i també en els rebrots epidèmics des del 1380. Arran d'això, del 1381 al 1387, l'infant Joan roman en diverses ocasions al Castell. El 1410, després de la mort sense descendència de Martí l'Humà i durant les disputes successòries que van desembocar en el Compromís de Casp, els partidaris del comte Jaume d'Urgell van organitzar el seu propi parlament al Castell de Mequinensa, en oposició al d'Alcanyís, encapçalat pels lleials a Ferran d'Antequera. Diferents guerres com la Guerra Civil Catalana (1462-1472), la Guerra de Secessió (1640-1652) i la Guerra de Successió (1705-1714) també van assolar la població i el castell.

### Edat Moderna i contemporània

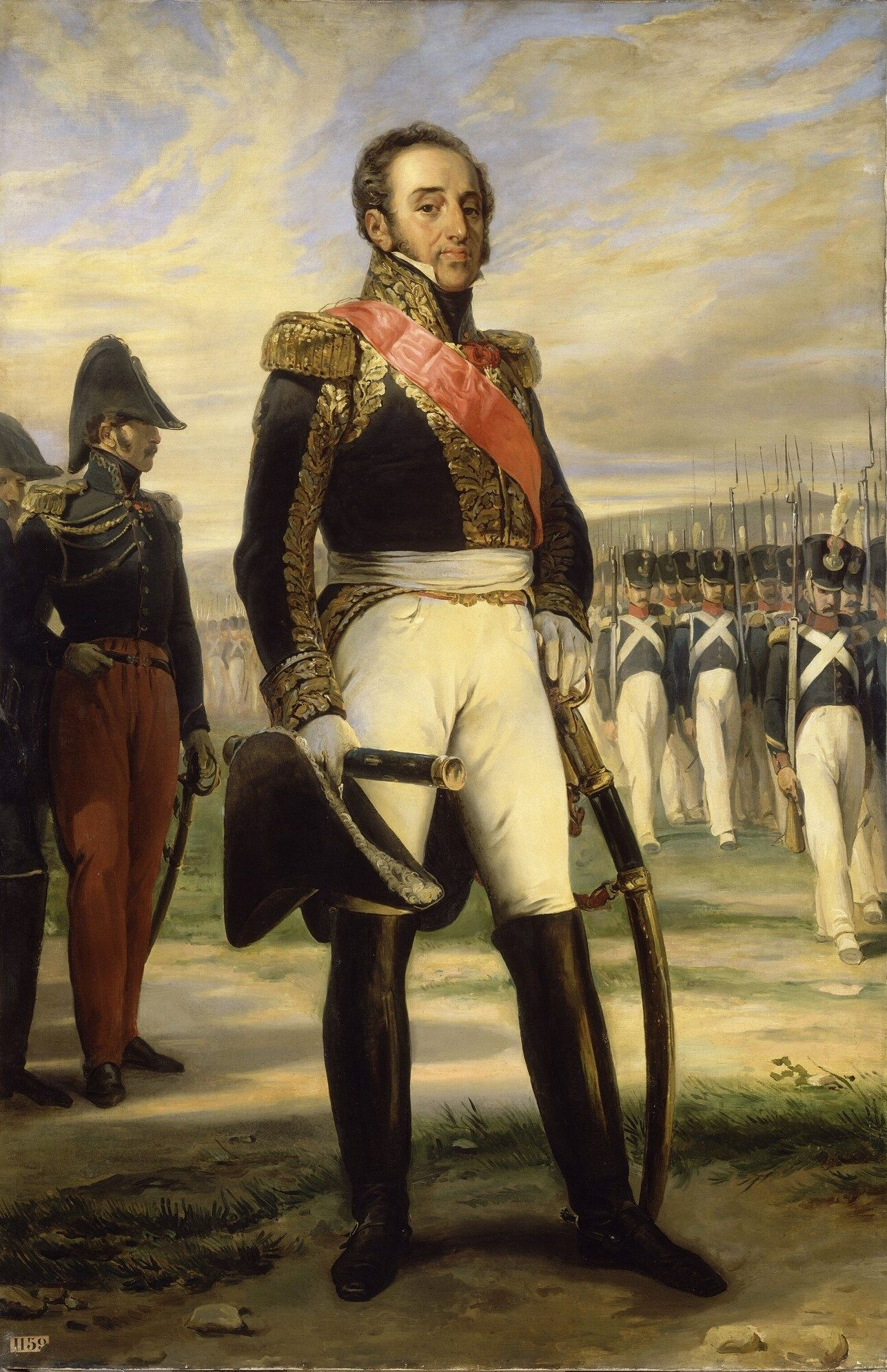
Louis-Gabriel Suchet.

Entre els segles XV i XVI, se succeeix una època de misèria i fam amb diverses revoltes a causa de l'opressió d'alguns senyors. L'any 1697, Miguel de Sales escriu el llibre Vida de Santa Agathoclia, verge i màrtir, patrona de Mequinensa.
Durant la invasió napoleònica, el general Louis-Gabriel Suchet (1810), com ho va fer Ramon Berenguer IV el 1149, intenta conquerir Mequinensa a la qual Napoleó va considerar "la clau de l'Ebre". Després de 20 dies de setge de 12.000 homes de l'exèrcit francès davant 1.000 defensors espanyols, es rendia el Castell de Mequinensa. Això li facilita a Suchet la conquesta de tot el Baix Cinca i el Segrià. A conseqüència d'això el nom de "Mequinensa" figura a l'Arc de Triomf de la plaça Charles de Gaulle de París com una de les grans victòries de Napoleó. En 1812, Mequinensa entrava a formar part del departament francès de les Boques de l'Ebre. Poc després, en 1814 Mequinensa va ser recuperada pels espanyols gràcies a una audaç estratagema deguda al militar i aventurer espanyol d'origen flamenc Juan Van Halen, posteriorment tinent general, que per estratagema va aconseguir la presa de Lleida i el castell de Montsó.
El 1831 la localitat pertanyia als ducs de Medinaceli i també al corregimiento de Saragossa. Per això, quan aquesta ciutat es converteix en cap d'una de les tres províncies en què el 1835 seria dividit l'antic Regne d'Aragó, Mequinensa segueix integrada a la província de Saragossa. Mequinensa torna a ser lloc d'importància durant les guerres carlines i posteriorment en la Guerra dels Matiners. En el transcurs de l'última Guerra Civil (1936-39), el seu terme municipal va ser escenari de cruents combats de la batalla de l'Ebre, entre juny i novembre de 1938. A conseqüència d'això, el seu pont sobre l'Ebre va ser destruït i no va ser tornat a construir fins als anys cinquanta.
L'arribada del segle xx va propiciar un increment de la demanda de carbó a causa de l'increment de la indústria i el desenvolupament de la conca carbonifera de Mequinensa. L'arribada de la Primera i Segona Guerra Mundial encara va afavorir més aquest increment. Però l'aparició del ferrocarril, la crisi de la navegació fluvial i la implantació de l'energia elèctrica van provocar la construcció de diferents embassaments hidroelèctrics al riu Ebre. L'any 1957 es va començar a fer per part de l'empresa Enher el pantà (presa de Mequinensa), situada al terme municipal, riu Ebre amunt, i el de Riba-Roja d'Ebre, la cua del qual faria desaparèixer el poble antic (al marge del riu Ebre). A l'iniciar-se les obres i elevar-se el nivell de les aigües, molts mequinensans es van veure obligats a marxar o a abandonar la seva població que van reconstruir al costat del riu Segre. Es va construir un poble nou al marge del riu Segre, on és actualment. Aquest fet va originar que la meitat de la població hagués d'anar a Barcelona principalment o a Saragossa. Es conserva el castell medieval que va ser reconstruït per l'empresa Enher.
El municipi estava inclòs dins de la Vegueria de Lleida fins a la integració, al final del segle xiv, a l'Aragó. Tot i així seguia pertanyent al Bisbat de Lleida. El 2 de setembre de 1955 el Decret de la Sagrada Congregació Consistorial Cesaraugustanae et aliarum modificà, entre d'altres, la diòcesi de Lleida. Així l'any 1956 el Bisbat de Lleida perdia alhora Mequinensa i Faió en favor de l'arxidiòcesi de Saragossa.
Dins de la història recent, el 1984 va firmar-se la Declaració de Mequinensa on els alcaldes de la Franja de Ponent van sol·licitar la normalització lingüística del català.

## Economia
Els recursos econòmics són la mineria (lignit), l'agricultura de regadiu s'està estenent des de fa anys (préssec, cireres...) en una terra de secà (ametllers i olivers). El turisme (sobretot d'alemanys i anglesos) ha augmentat gràcies al riu i al pantà, que va ésser construït l'any 1957 i és encara avui dia un dels més grans de tota la conca de l'Ebre amb una capacitat de 1.530 milions de metres cúbics. Els turistes venen a pescar el famós silur i en alguns casos a establir-s'hi en segona residència.

## Llocs d'interès turístic

### Museus de Mequinensa

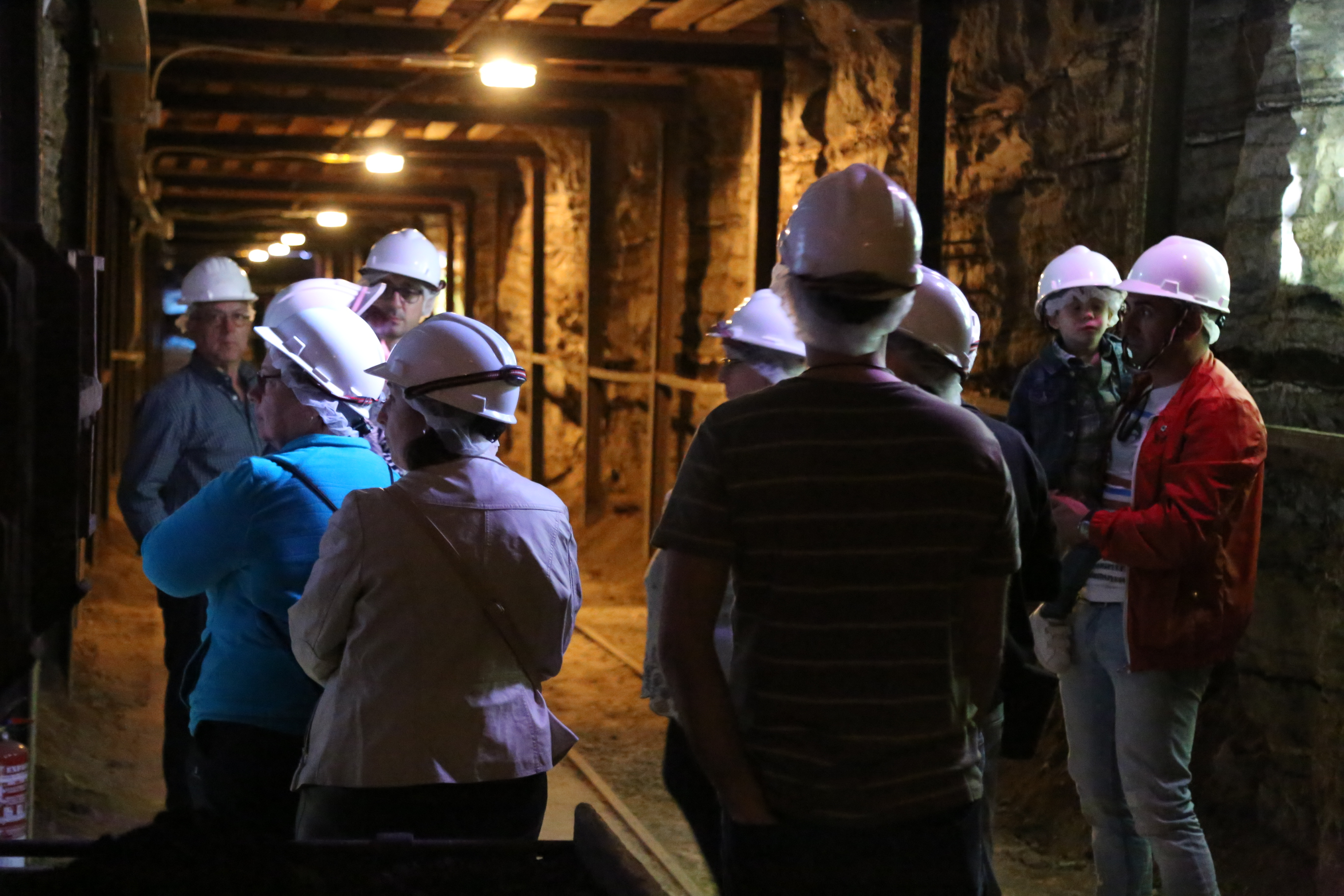
Interior del Museu de la Mina de Mequinensa.

Als Museus de Mequinensa, es pot visitar una galeria minera subterrània de carbó de més de 1000 metres de recorregut al Museu de la Mina, recórrer la història de la població fins a la desaparició de l'antiga vila sota les aigües del riu Ebre al Museu d'Història o descobrir com es vivia durant la Prehistòria al Museu del Passat Prehistòric. Inaugurats el 2008, estan situats a l'antic Grup Escolar Maria Quintana, les antigues escoles de la població construïdes el 1929 i un dels pocs edificis supervivents de l'enderrocament del Poble Vell.
Els Museus de Mequinensa expliquen en el patrimoni miner i històric de la població que va ser demolida i inundada sota les aigües de l'Ebre. També es troba al costat dels museus l'Alberg Municipal "Camí de Sirga" amb capacitat per a 80 persones, que recull el nom de l'antiga ruta que feien servir els sirgadors per remuntar el riu Ebre fins a Mequinensa amb els llaüts, unes embarcacions que podien arribar a carregar 30 tones de carbó.

### Castell de Mequinensa

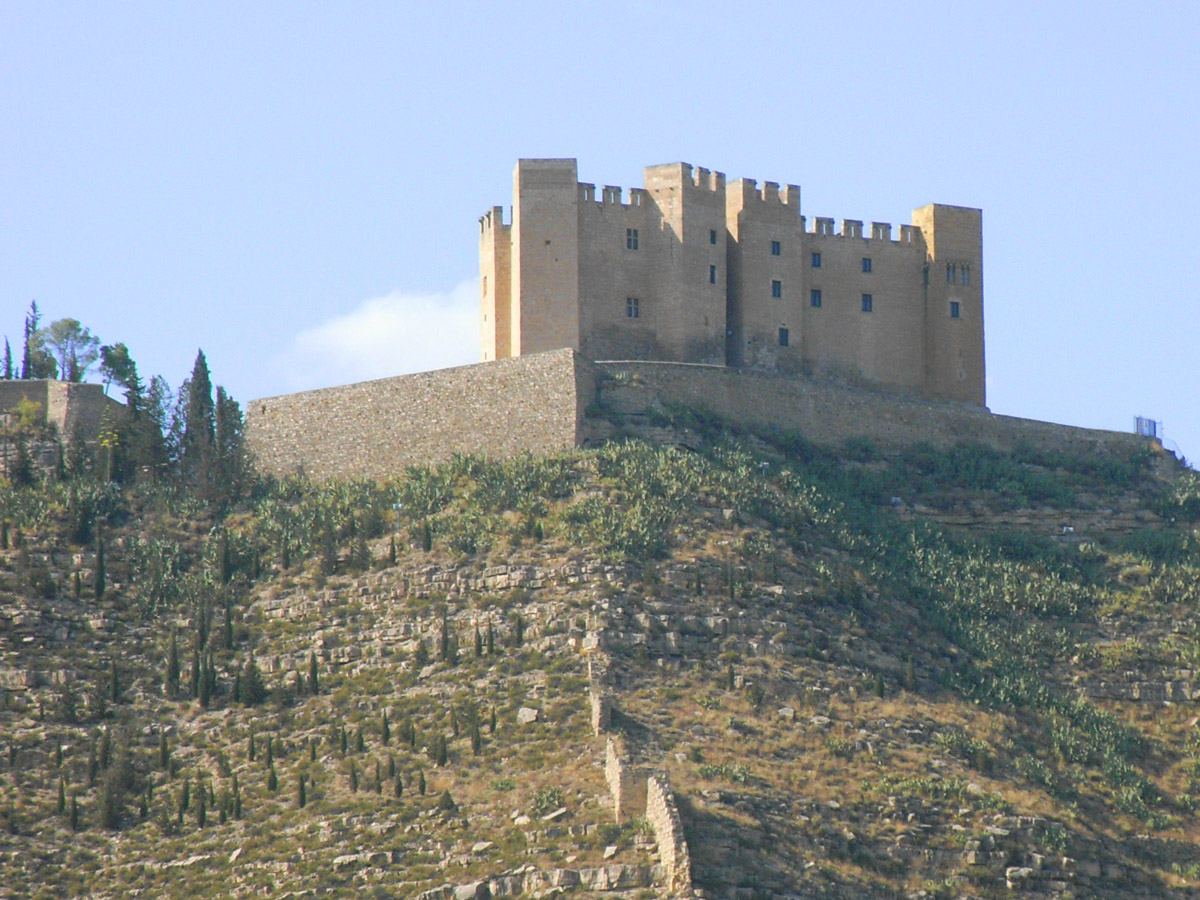
Castell de Mequinensa.

L'edifici s'alça gairebé a la vora d'un gran precipici, sent una massa tancada de força alçada, la seva planta és un quadrilàter irregular, amb set torres rectangulars excepte una, que és curiosament de planta pentagonal. Dues torres flanquegen la petita porta d'entrada que és semicircular, sota escut i protegida per una buharda. Poques fortaleses tindran un millor emplaçament que aquesta, contemplant un extens i impressionant paisatge sobre la confluència dels rius Ebre, Segre i Cinca i les seves terres circumdants. No deixa de sorprendre que els Moncada escollissin aquest niu d'àguiles per a la seva mansió fortificada. L'edifici és un autèntic Castell-Palau, un dels millors que l'art gòtic va deixara la Corona d'Aragó, durant els segles xiv i xv.
Probablement en els seus principis va ser una fortalesa àrab, construïda per la tribu amaziga dels Miknasa cap al segle xii, tribu que també va donar nom a la població. Després de diverses conquestes, va caure en mans de Ramon Berenguer IV, passant definitivament a les mans dels cristians. Després de diversos canvis de propietari, el 1184 se li concedeix el castell i la vila de Mequinensa, al marquès d'Aitona, Ramon Guillem de Montcada, per passar posteriorment als ducs de Medinaceli.
Molt més tard, durant el segle xviii i la Guerra de Successió es va transformar i condicionar el Castell i els voltants a una nova forma de guerra i va ser aquest el moment en què el Duc d'Orleans va manar construir un camí que anava des de Mequinensa a Tortosa paral·lel al riu, per tal de custodiar totes les embarcacions que navegaven per ell.
Durant el segle xix i l'arribada de la Guerra del Francès, el castell va suportar tres atacs per part dels exèrcits de Napoleó, però finalment en 1810 va ser conquistat per les tropes del mariscal Suchet, i va pertànyer fins al 1814 al govern francès. Mequinensa va passar a ser inscrit en lletres grans en una de les columnes exteriors a l'Arc del Triomf de París com una de les grans victòries franceses a la Península Ibèrica.
Entre el 1820 i el 1823 va adquirir un paper important: va suportar importants atacs carlins i va conservar guarnició militar fins a principi del segle xx moment en el qual s'abandona. Durant la Guerra Civil passa a ser un lloc estratègic d'observació i un cop finalitzats els combats queda en ruïnes fins que l'empresa ENHER ho reconstrueix a la dècada dels anys cinquanta.

### Poble Vell de Mequinensa
El poble vell de Mequinensa va estar situat al marge esquerre del riu Ebre, just al punt en què conflueixen amb les aigües del Segre i del Cinca. Va ser enderrocat pràcticament de forma completa durant la construcció de l'embassament de Riba-roja. Constituïa un nucli urbà amb característiques pròpies de les localitats del tram baix de l'Ebre, amb una trama urbana que es remuntava a l'època musulmana.
Gràcies als rius, Mequinensa va establir un comerç fluvial en tota regla, que va donar prestigi, no només als navegants mequinensans sinó també als fusters "calafaters", als corders i al mil·lenari Camí de Sirga de l'Ebre. En l'època d'esplendor es va arribar a tenir una flota de més de 16 llaüts, embarcacions típiques del tram baix de l'Ebre que transportaven entre 18 i 30 tones, normalment de lignits extrets de la conca minera mequinenzana.

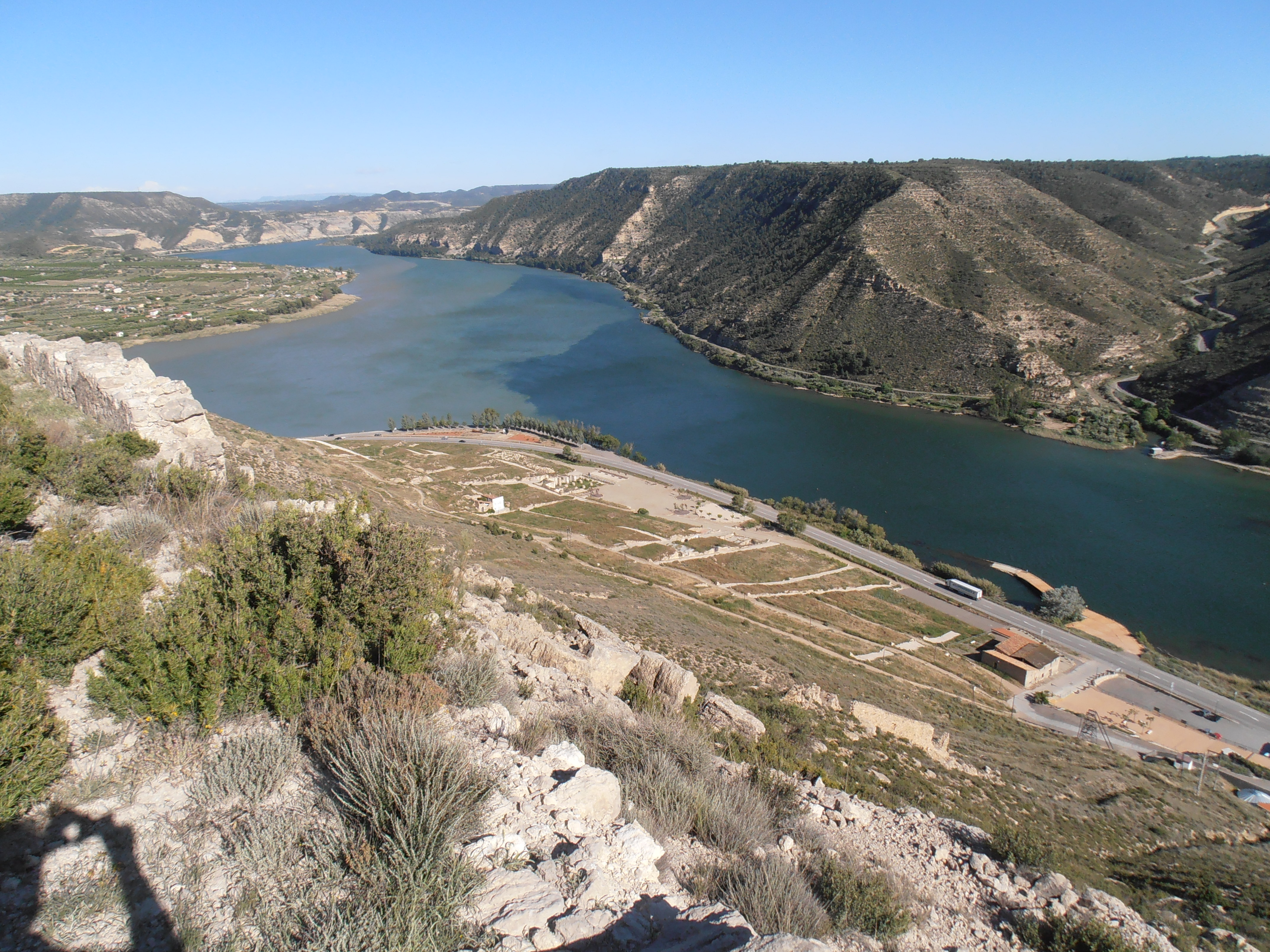
Vista del Poble Vell de Mequinensa a la confluència de l'Ebre, el Segre i el Cinca.

Amb l'arribada de l'empresa ENHER i la construcció dels embassaments de Mequinensa i Riba-roja, la vida va canviar per a la majoria dels mequinensans, passant de tenir censats 4.033 habitants a tenir 5.800 censats i prop de 1.500 més sense censar. Molts d'ells eren treballadors arribats d'altres localitats per treballar en la construcció de la presa de Mequinensa.
Les indústries van començar a tancar a causa de l'augment significatiu del nivell d'aigua de la presa de Riba-roja i la població va començar a reclamar alternatives a la inundació del nucli urbà. Començava així un èxode per als habitants de Mequinensa que van haver d'abandonar les seves cases per passar a viure a la nova població a la vora del riu Segre. Una part dels habitants van marxar cap a zones més industrials com Barcelona o Saragossa o fins i tot a l'estranger per continuar treballant en la minería. Cap a la fi de l'any 1974 la majoria de la població ja havia completat el tràgic abandonament del Poble Vell de Mequinensa i es trobava vivint a la nova localitat.
Part de l'antiga població de Mequinensa es pot visitar avui dia perquè s'ha convertit en un gran parc de la memòria a l'aire lliure. S'han recuperat d'entre les runes els traçats originals dels carrers i de les cases que quedaven per sobre del nivell de l'aigua. La Mequinensa antiga, el «Poble Vell» com la coneixen els mequinensans, és una invitació a passejar pel record dels seus carrers i carrerons, a redescobrir part de l'antiga Església, a imaginar els antics molls i conèixer mil històries, curiositats i llegendes d'aquella mil·lenària i històrica vila de navegants i miners a la vora del riu Ebre.

### Aiguabarreig Ebre-Segre-Cinca

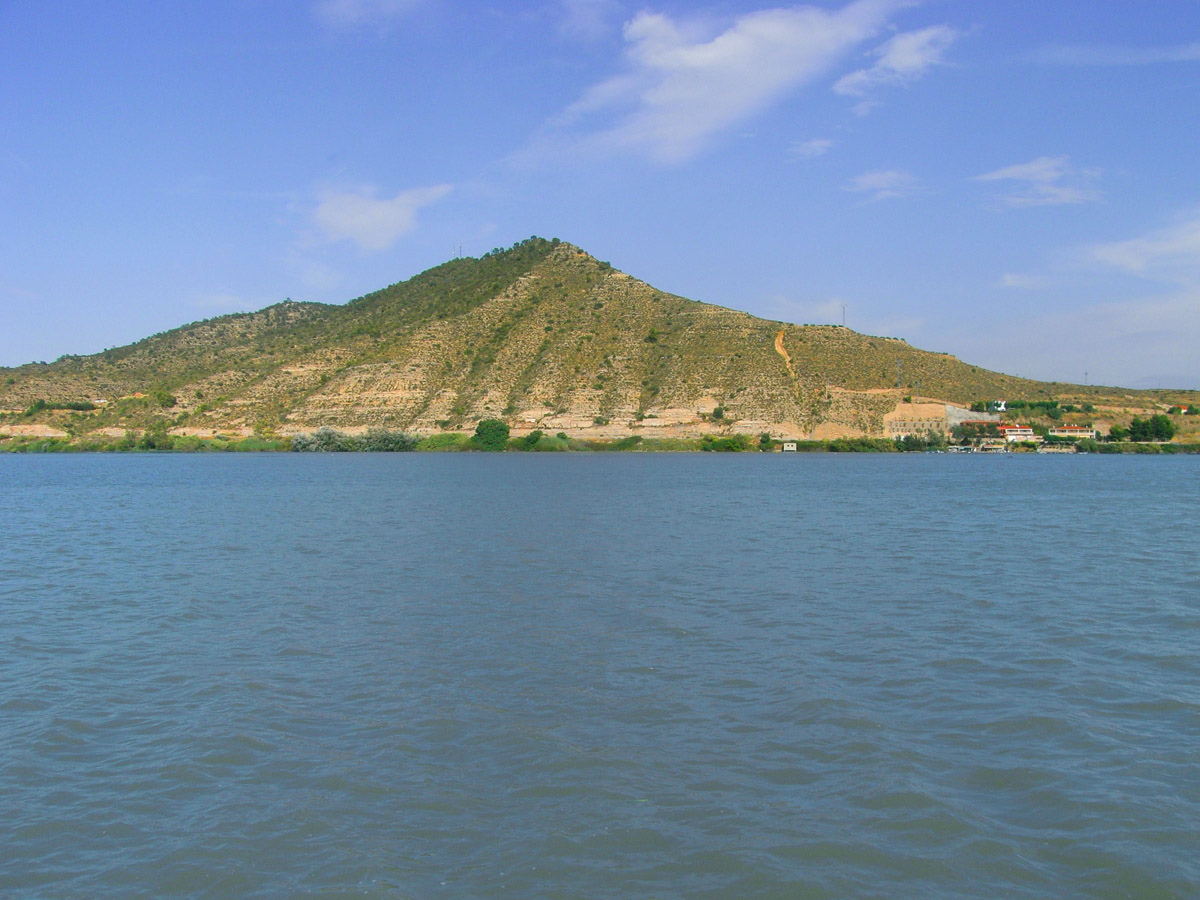
Vista del riu Segre al seu pas pel passeig fluvial de Mequinensa.

A la confluència dels rius Cinca, Segre i Ebre s'ubica l'Aiguabarreig un espai amb gran riquesa natural i una gran varietat d'ecosistemes que abasten des de les estepes mediterrànies a impenetrables boscos de ribera, convertint aquest espai en un paradís per a la biodiversitat. Territorialment, l'Aiguabarreig es troba al centre de la Depressió mitjana de l'Ebre. Limita a l'oest amb els Monegres, a l'est amb els Tossals de Montmeneu i Almatret i cap al sud amb la cua de l'embassament de Riba-roja. Aquest espai rep el nom de la paraula d'origen català que designa el lloc en el qual dos o més corrents d'aigües s'ajunten i formen una de sola. El Segre i el Cinca formen un primer Aiguabarreig entre les poblacions de la Granja d'Escarp, Massalcoreig i Torrent de Cinca, a pocs quilòmetres convergeixen amb les aigües de l'Ebre, ja en el terme municipal de Mequinensa, conformant una de les majors confluències fluvials de tota la Península Ibèrica.
A l'Aiguabarreig hi ha centenars de metres d'amplada d'aigua amb nombroses illes fluvials i boscos de ribera, grans masses de canyissar, platges de còdols, gorgs i galachos (antics meandres). És un punt de confluència de la flora estepària provinent de la zona àrida de Monegros i de la flora mediterrània que ascendeix per la vall de l'Ebre. Gràcies als aquestes característiques conviuen espècies d'ambients oposats.
Les aus són el grup més nombrosos i abasten des colònies d'ardeids a tota mena de rapinyaires i aus pròpies d'ambients desèrtics. També poden trobar rèptils, amfibis i mamífers, destacant especialment ratpenats, cérvols, cabirols, llúdries i la presència cada vegada més abundant de cabres salvatges.

### Presa de Mequinensa,Embassament de Mequinensa

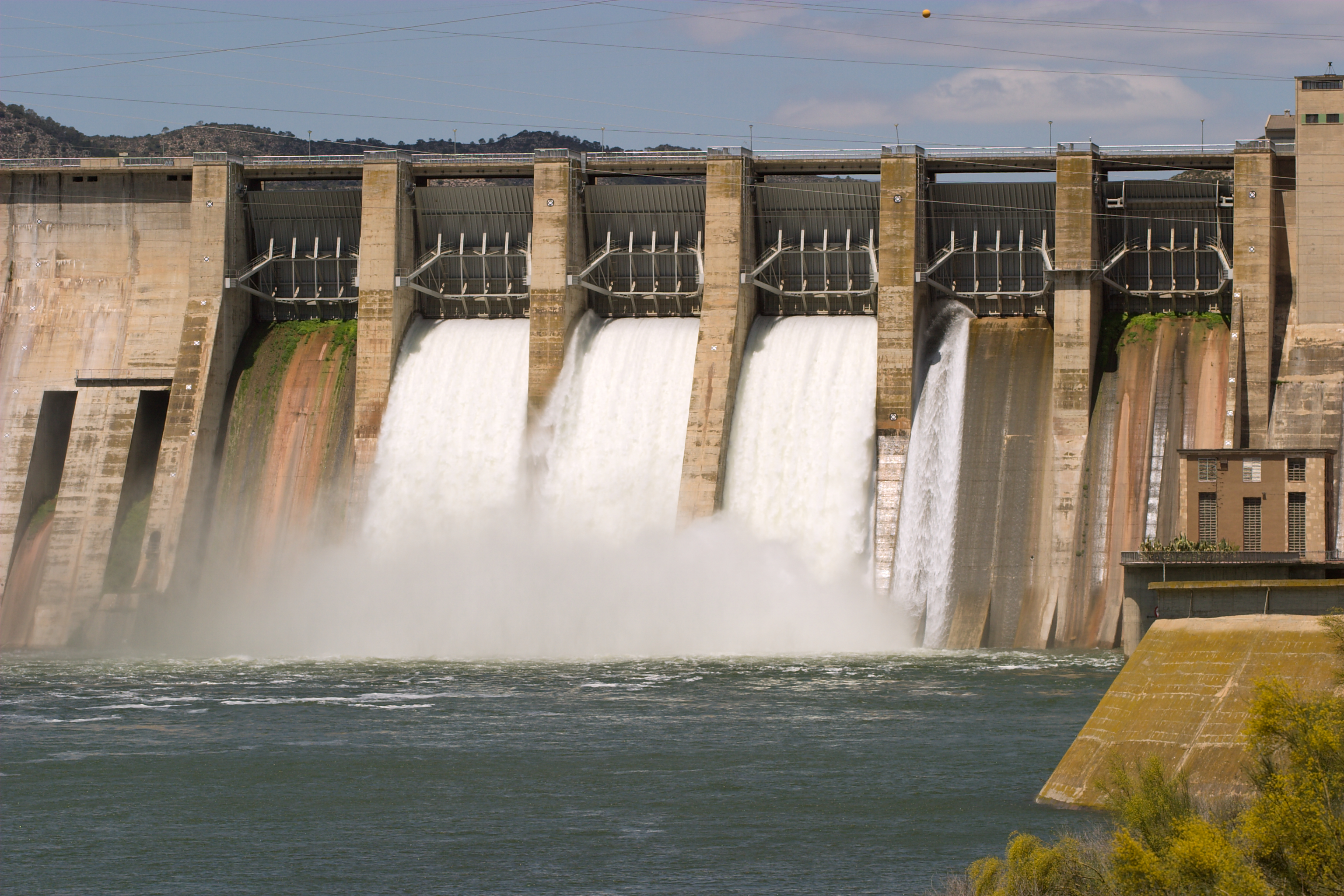
Presa de Mequinensa.

Construïda el 1966 sobre el riu Ebre, té una superfície de 7540 ha de làmina d'aigua, una cota d'aigua de 121,5 metres i una àrea drenada de 55.000 km², el que en fa el major embassament d'Aragó. El seu volum arriba als 1530 hm³ i es dedica a la producció d'energia elèctrica. Té una amplada mitjana de 600 m i la seva profunditat arriba a superar els 60 m. La presa, de 79 metres d'altura, es recolza en els contraforts calcaris de les serra de Montenegre i de l'Horta, al terme municipal de Mequinensa. L'embassament rep la denominació geoturística de mar d'Aragó, en estar tota la seva superfície dins d'aquesta comunitat autònoma, servint en algun tram de límit provincial entre Osca i Saragossa. Nega part dels termes municipals de Mequinensa, Fraga, Casp, Chiprana, Sástago i Escatrón.
La construcció de la presa de Mequinensa, per concessió a l'empresa Empresa Nacional Hidroelèctrica de la Ribagorçana (ENHER) de l'aprofitament hidroelèctric integral d'un tram del riu Ebre el 1955, va donar origen a aquest gran embassament la longitud és d'uns 110 km i té unes «costes interiors» d'al voltant de 500 km. La làmina d'aigua en la cota màxima és de 121 m. Es va embassar per primera vegada el desembre de 1965 quan es van inundar 3500 s'hectàrees d'horta. L'enginyer encarregat del projecte va ser el català Victorià Muñoz i Oms. Inicialment comptava amb una potència instal·lada de 324 MW encara que des de 2010 s'ha incrementat a 384 MW, amb una producció anual de més de 743 GWh.

### La Mequinensa literària

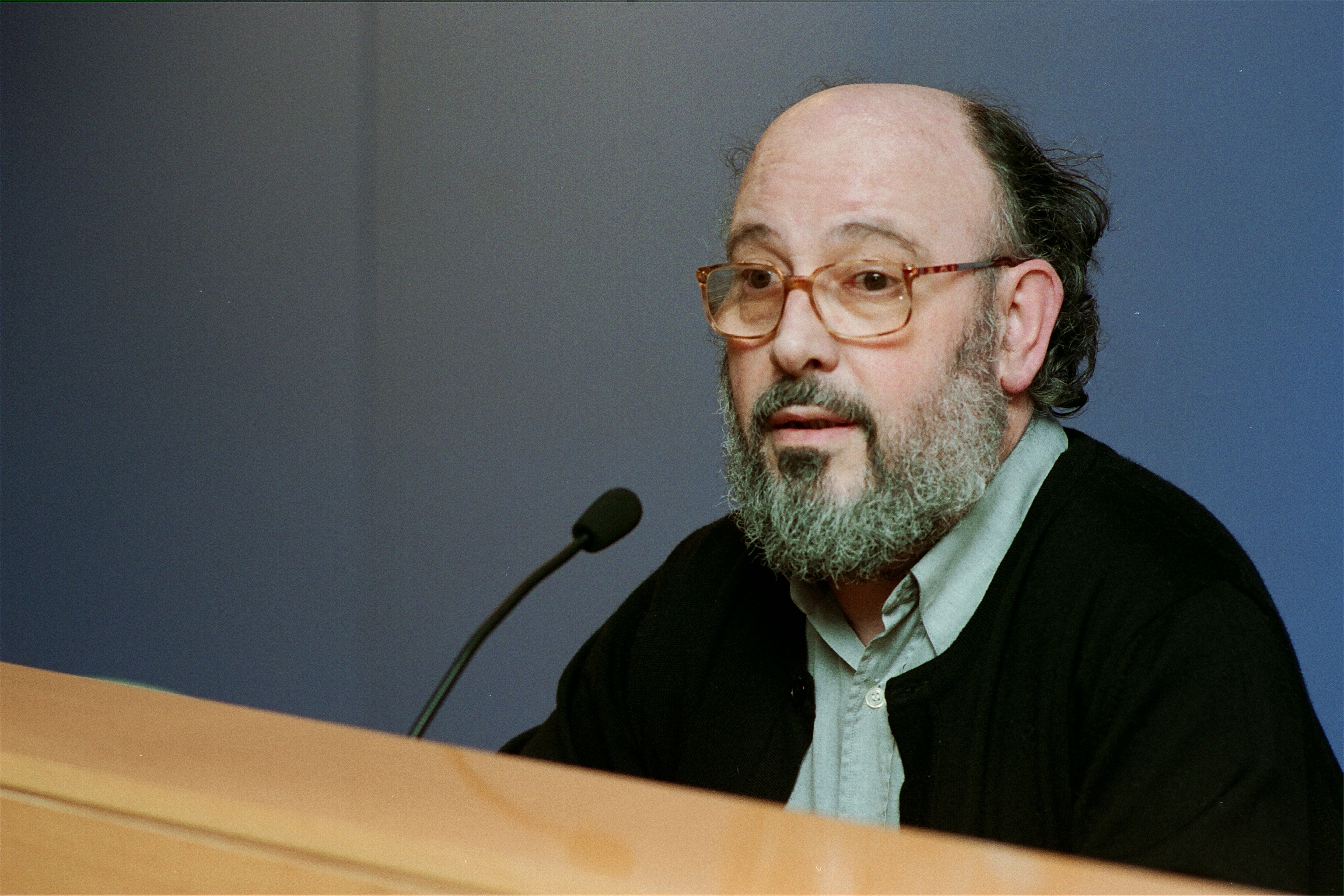
Jesús Moncada.

Mequinensa és també un punt de referència per als amants de la literatura. Jesús Moncada, l'escriptor més universal de la població, va convertir l'antiga Mequinensa en l'escenari protagonista de les múltiples històries personals narrades en els seus llibres. La novel·la Camí de Sirga, traduïda a més de vint idiomes (entre ells el japonès, el suec o el vietnamita), resulta una amalgama de personatges i històries evocador de l'antiga Mequinensa i la seva tràgica desaparició.
Considerat un dels autors en català més importants de la seva època, va rebre diversos premis per la seva obra, entre d'altres el Premi Ciutat de Barcelona, el Premi de la Crítica de narrativa catalana i el Premi Crítica Serra d'Or de novel·la el 1989 per Camí de sirga o la Creu de Sant Jordi, atorgada per la Generalitat de Catalunya l'any 2001. El 2004 va rebre el Premi de les Lletres Aragoneses que va recollir uns mesos abans de la seva mort.
Els Museus de Mequinensa realitzen rutes literàries sobre l'escriptor que recorren el Poble Vell i situen, a través de fragments dels seus llibres, als visitants en les diferents narracions i curiositats que l'autor va situar en els mateixos carrers. A l'Espai Moncada dels museus es pot conèixer més a fons el patrimoni no només literari, sinó també pictòric i fotogràfic que va llegar a la localitat.
El Centre d'Estudis Jesús Moncada, situat a la localitat, és també un espai cultural dedicat a la investigació, estudi i difusió de la figura de l'universal escriptor mequinensà, així com a la història i el patrimoni material i immaterial de la població. Anualment, promouen el Premi d'Investigació Jesús Moncada dedicat a desenvolupar projectes d'investigació centrats en l'obra i figura de Jesús Moncada o amb la història de Mequinensa.

## Turisme

### Pesca esportiva
Una de les espècies més peculiars que es poden trobar a l'embassament de Mequinensa és el silur. Un peix originari de l'Europa central, que va ser introduït de forma il·legal durant la primavera del 1974. Els primers silurs que es van deixar anar eren alevins, deu anys després, a mitjan anys vuitanta, van començar a capturar-se peces de més d'un metre i de 25 kg de pes. Trenta anys després de la seva entrada clandestina segueixen tenint en les zones de l'embassament de Mequinensa i Riba-roja el seu major hàbitat a Espanya. Aquests llocs s'han convertit en punt de peregrinació per a pescadors de tot Espanya i de l'estranger (fonamentalment alemanys, francesos, anglesos, americans i japonesos), disposats a enfrontar-se amb un peix les característiques l'han convertit ja en mític, aconseguint-se ja captures de 240 centímetres i gairebé cent quilograms de pes. També poden trobar espècies com la carpa comuna, i les espècies introduïdes lucioperca, perca americana o alburn.
A l'embassament de Mequinensa se celebren unes treinta competicions a l'any. El 2017, Mequinensa va ser seu del LXIV Campionat d'Espanya de Seleccions Autonòmiques i Concentració Nacional d'Aigua Dolça en categoria masculina, organitzat per les Federacions Espanyola i Aragonesa de Pesca i Càsting i que va comptar amb la col·laboració de la Societat de Pesca «El Silur» i de l'Ajuntament de Mequinensa que va comptar amb la participació de 111 esportistes de 13 comunitats autònomes.

### Esports nàutics

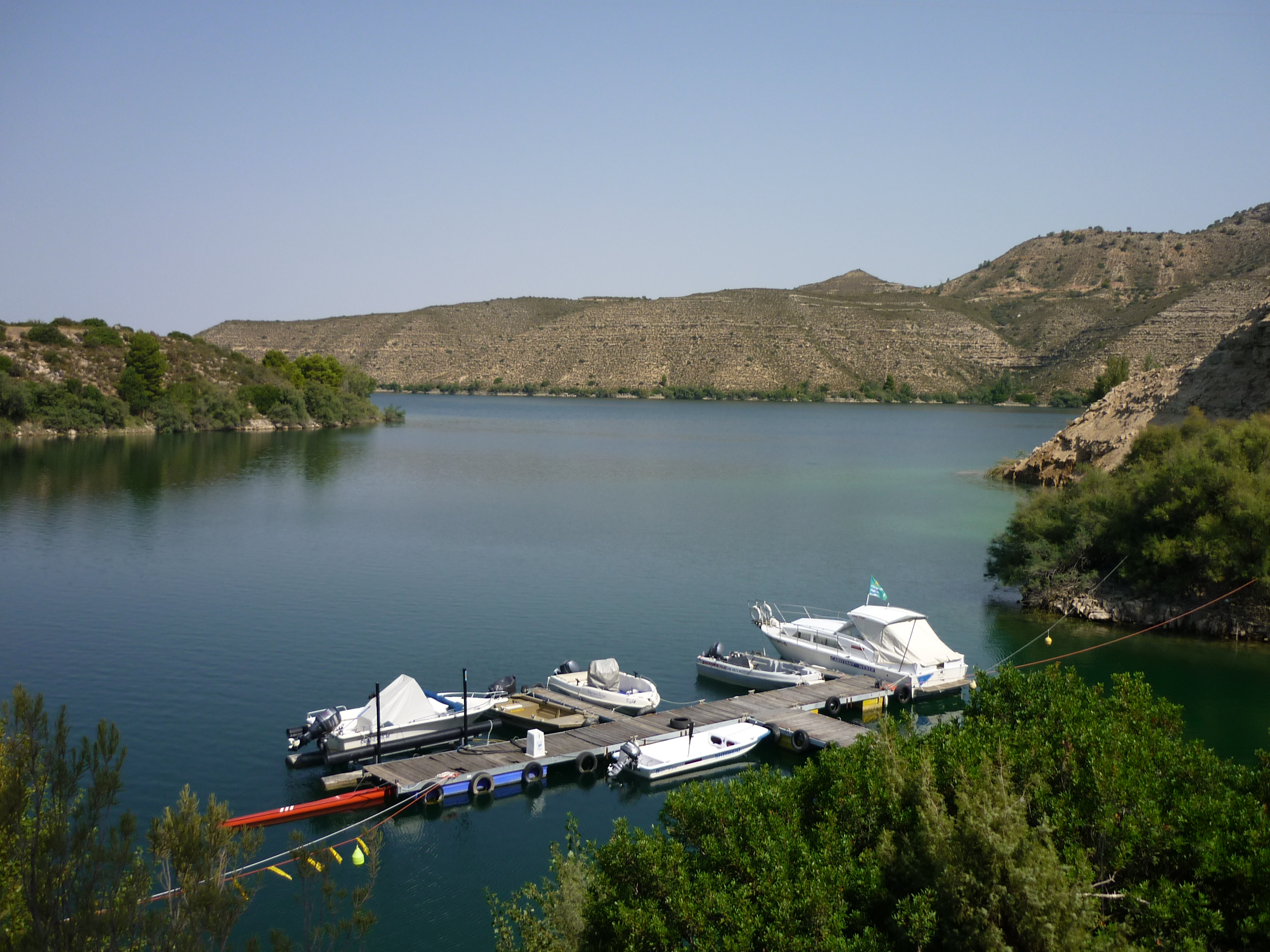
Embarcador a Mequinensa.

Mequinensa disposa d'un camp de regates considerat un dels millors d'Espanya per la seva excel·lent accessibilitat, la seva làmina d'aigua estable i les seves instal·lacions esportives a la vora de l'embassament. El Recinte Nàutic del Club Capri és el paradís per a la pràctica d'esports nàutics a Aragó. A les tranquil·les aigües del seu embassament es poden practicar multitud d'esports. També es pot practicar l'esquí aquàtic amb els permisos corresponents en regla.

### Turisme actiu
Amb deu empreses, és la localitat que registra un nombre més gran d'empreses de turisme actiu, de pesca esportiva i d'aventura de la província de Saragossa i la cinquena a nivell d'Aragó. Les empreses de turisme actiu i d'aventura s'identifiquen amb un logotip que representa una rosa dels vents sobre fons groc i la signatura atorgada pel Govern d'Aragó. Es tracta de garantir als visitants uns estàndards de qualitat, cosa que en el cas de Mequinensa és molt valorat, un fet que ha convertit la localitat en un referent de la pesca a Europa i destí preferit de molts pescadors internacionals.

### Observació d'aus
Mequinensa, situada a la confluència dels rius Segre i Ebre, posseeix un patrimoni ric en naturalesa, amb una excel·lent varietat d'ecosistemes, que van des de les estepes mediterrànies a impenetrables boscos de ribera, convertint-la en un paradís amb una biodiversitat incomparable. El Segre i el Cinca formen un primer aiguabarreig (paraula d'origen català que designa el lloc en el qual dos o més corrents d'aigües s'ajunten i formen una sola) entre les poblacions de la Granja d'Escarp, Massalcoreig i Torrent de Cinca, a pocs quilòmetres convergeixen amb les aigües de l'Ebre, ja en el terme municipal de Mequinensa, conformant una de les majors confluències fluvials de la Península Ibérica.18
Paisatgísticament a l'Aiguabarreig podem observar nombroses illes fluvials i boscos de ribera. És un punt de confluència de la flora estepària provinent de la zona àrida de Monegros i la flora mediterrània que ascendeix per la vall de l'Ebre. Amb aquestes característiques tan especials, conviuen espècies d'ambients molt diversos on les aus són el grup més destacat. Abasten des colònies d'ardeids a tota mena de rapinyaires, així com aus pròpies d'ambients desèrtics incloent una representació extensa d'espècies escasses i amenaçades a Europa. L'àrea fluvial de l'Aiguabarreig és una zona humida de gran transcendència com a àrea de reproducció, hivernada i descans de la fauna migratòria. La ubicació en plena depressió de l'Ebre i la proximitat del Delta li afegeixen valors com extraordinari connector biològic.
Cal destacar l'Illa dels Martinets, una illa fluvial que s'ha convertit al llarg dels anys en una important colònia de nidificació per a moltes espècies d'ardeids com l'esplugabous (Bubulcus Ibis), el martinet blanc (Egretta garzetta), el martinet menut comú (Ixobrichus minutus), el martinet de nit (Nycticorax nycticorax), l'agró blanc (Ardea alba), el bernat pescaire (Ardea cinerea) i l'agró roig (Ardea purpurea). En els boscos de ribera i en els canyissars es poden observar durant tot l'any espècies ornitològiques com els ràl·lids, pícids, túrdids, pàrids, fringíl·lids o emberícidos.

### Altres esdeveniments

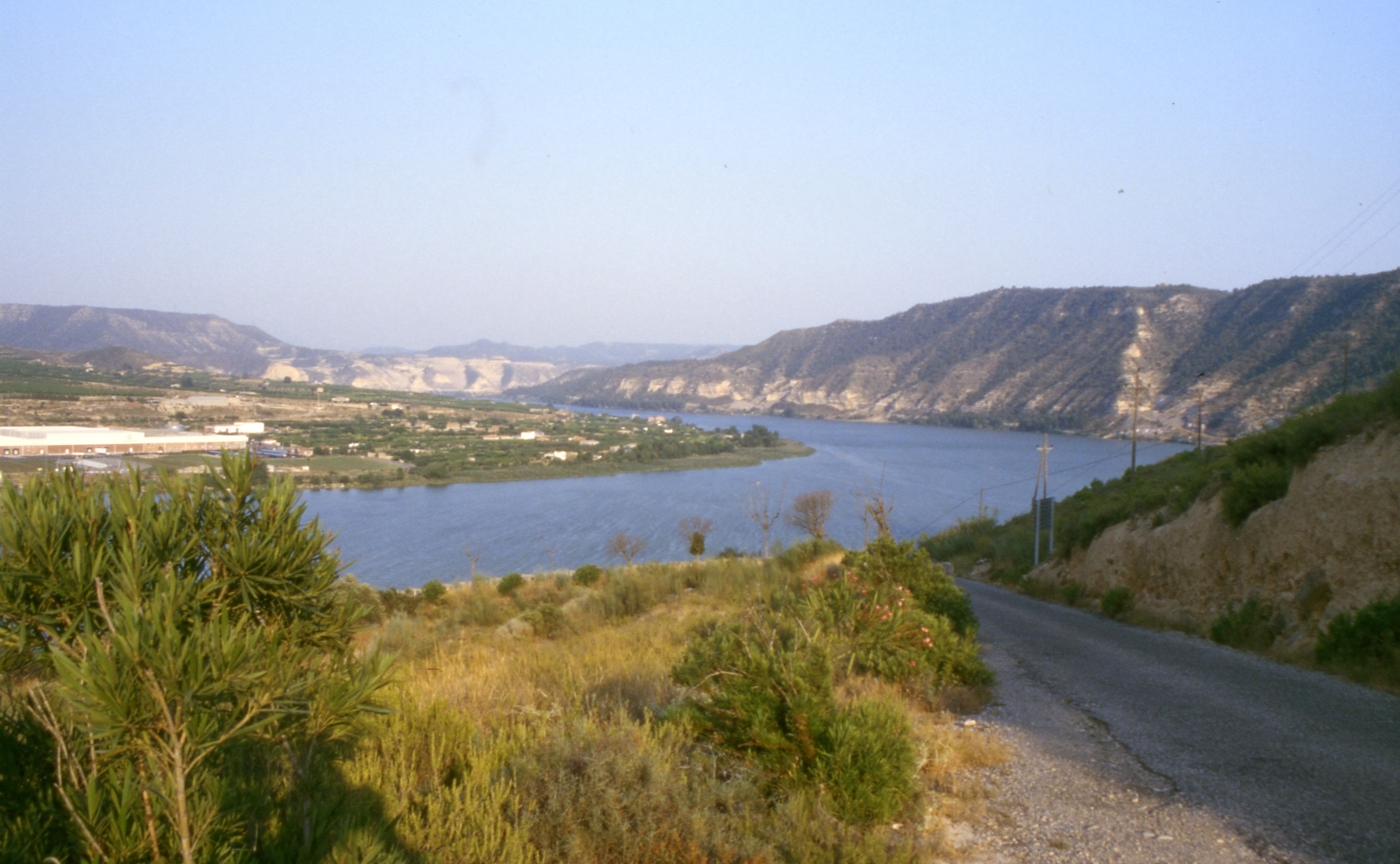
GR-99 a Mequinensa.

Un dels grans atractius de Mequinensa són les seves rutes on es pot practicar el senderisme, la bicicleta de muntanya o simplement gaudir d'un agradable passeig per la natura i la confluència dels rius. Diverses rutes senderistes recorren la població entre les quals destaca el Camí Natural de l'Ebre GR-99, o la ruta del Camí de Sirga de l'Ebre.
Mequinensa compta amb una abundant i variada programació cultural durant tot l'any, amb nombroses activitats participatives com la celebració del Dia Mundial del Benestar, el Dia Internacional de la Llengua Materna, el Festival Internacional de Cinema de Mequinensa, el Cros Vila de Mequinensa, la Transebre BTT, el Dia de la Bicicleta, diversos Campionats de Pesca (entre ells el Campionat de Carpfishing), el Triatló Tri-la Mina, el Tri-Kids, el Torneig Intercomarcal de Petanca i Bitlles, el Torneig de Judo Miknasa al-Zaytun, el Torneig de Futbol Vila de Mequinensa, el Dia Més Curt, la Marató de Dobles de Tennis, el Circuit de Minitennis o el Descens Internacional del Cinca.

## Gastronomia
Mequinensa compta també amb varietat de plats tradicionals on destaquen els següents:
- Olla barrejada: Plat típic a base de cigrons, carn, patates, fideus o arròs preparat especialment per als miners que la consumien durant els dies de treball per ser un plat essencialment energètic ideal per a realitzar treballs de gran esforç prolongat. A vegades, s'arribava a cuinar en les pròpies dependències de les explotacions mineres.
- Olla d'oli: Plat similar a l'olla barrejada però substituint la carn per verdures. Se solia menjar a l'estiu.
- Paellada: Plat que es menjava a l'estiu sobretot per sopar i amb freqüència elaborat unes hores abans de consumir-lo. Consisteix en una fritada de verdures cuites a foc molt lent.
- Coques de Sant Blas i Santa Àgueda: Rebosteria tradicional artesana a base d'oli, farina i aigua que s'elabora per les comissions de Sant Blas i Santa Àgueda durant les festes d'hivern. Els secrets de l'elaboració de la recepta són gelosament guardats per cada comissió, provinents d'una llarga tradició històrica.

Així mateix, es poden trobar productes de proximitat elaborats a Mequinensa com l'oli d'oliva (cal recordar que a la població se la coneixia durant l'època musulmana amb el sobrenom de "az-Zaytun" que significaria terra d'oliveres), la mel (sent històricament apreciades la de cirerer, romaní i farigola) o la cervesa artesana.
La cirera de Mequinensa és particularment apreciada, ja que la zona ofereix un microclima que permet obtenir les primeres produccions de cirera a camp obert de tot Europa oferint unes cireres amb qualitats organolèptiques excepcionals tant en duresa, color com en dolçor. Les varietats més primerenques es destinen al mercat nacional mentre que les tardanes s'exporten a mercats del centre i nord d'Europa, als Emirats o fins i tot a Asia. Així mateix també poden trobar varietats de préssec, nectarina, raïm, paraguaià o platerina .
Anualment se celebra al Recinte Nàutic el Birratrobada - Fira de la Cervesa Artesanal i el Producte Agroalimentari de Mequinensa on poden degustar-se diverses varietats de cervesa artesana i gaudir una selecció de productes artesans de proximitat així com diferents activitats infantils, tallers o activitats esportives aquàtiques.

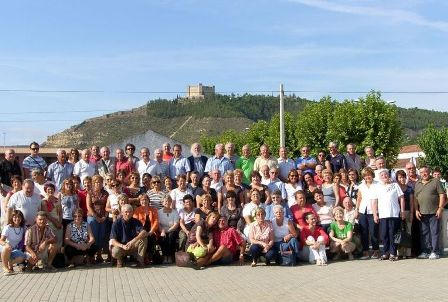
Visita del comité de Bressuire a Mequinensa.

## Agermanaments
- Bressuire (França)

## Festes
- Festes Majors: 17 de Setembre. Celebrades en honor de Santa Agatòclia "La Santa", a qui es venera com a patrona, per considerar-la filla de Mequinensa, segons la tradició.
- Festes d'Hivern: Sant Blai i Santa Àgueda 3 i 5 de febrer. Des 2018 estan declarades Festes d'Interès Turístic d'Aragó amb actes singulars com el Lliurament del Bastó de Comandament o l'espectacular Concurs de Disfresses Artesanals així com l'elaboració de la Coca i el Pa Beneit, juntament amb celebracions religioses i processons. Es tracta d'un festeig popular molt arrelat a la localitat, que se celebra des de fa diversos segles amb activa participació de la població en la qual tenen un notori protagonisme les dones de la localitat.

## Mequinensans cèlebres
- Raúl Agné Montull, exjugador i entrenador de futbol en actiu (Mequinensa 1970)
- Joan Barter Soro, músic, compositor i mestre de capella de les catedrals de Lleida i Barcelona (Mequinensa 1648 - Barcelona 1706)
- Maria Castelló Ibarz [M. Ferrer-Beleta/Veleta], activista antifeixista i supervivent del Camp de concentració de Ravensbruck (Mequinensa 1914-?)
- Ismael Comas i Solanot, ex jugador i entrenador de futbol (Mequinensa 1942)
- Santiago Estruga Aliaga, pintor (Mequinensa 1910 - Barcelona 2003)
- Josep Ferrer, jugador i entrenador del Tolosa Université Club de basket. Medalla d'Honor de la Joventut i l'Esport de França (Mequinensa 1920 -?)
- José Ferrer Beltrán, compositor i organista de la col·legiata de Tremp i de les catedrals de Lleida, Pamplona i Oviedo (Mequinensa 1745 - Oviedo 1815)
- Jaume Fullola Fuster, historiador contemporani (Mequinensa, 1982)
- Magda Gòdia Ibarz, política aragonesa, alcaldessa de Mequinensa i defensora de la llengua catalana (Mequinensa 1953 - Lleida 2021)
- Tomás Germinal Gracia Ibars "Victor García", escriptor anarquista i esperantista (Mequinensa 1919 - Montpeller 1991)
- Elvira Ibarz Ibarz [Beleta/Veleta], activista antifeixista i supervivent del Camp de concentració de Ravensbruck (Mequinensa 1891-?)
- Miguel Ibarz Roca, pintor (Mequinensa 1920 - Barcelona 1987)
- Jesús Moncada Estruga, escriptor autor de novel·les cèlebres com Camí de Sirga i Estremida memòria. (Mequinensa 1941 - Barcelona 2005)
- Francisco de Montcada y de Cardona, membre de la nissaga noble de Montcada, primer marquès d'Aitona (Mequinensa 1532 - València 1594)
- Hèctor B. Moret Coso, poeta, assagista i narrador en llengua catalana, lingüista, crític, editor i historiador de la literatura (Mequinensa, 1958)
- Maite Moret Oliver, lingüista, doctora en Filologia Hispànica per la Universitat de Saragossa (Mequinensa, 1974)
- Joan Carles Oliva Fornos, entrenador de futbol en actiu (Mequinensa 1965)
- Maria Quintana Ferragut, pedagoga i primera Inspectora General d'Ensenyament Primari a Espanya (Mequinensa 1878 - Madrid 1968)
- Miguel Ángel Riau Ferragut, jugador de futbol en actiu (Mequinensa 1989)
- Miriam Riau Roca, comunicadora multimèdia i artista musical (Mequinensa 1987)
- José Soler Casabón, compositor, poeta i músic (Mequinensa 1884 - París 1964)
- Joaquín Torres Arbiol, empresari i emigrant, creador de la Fundació Joaquín Torres (Mequinensa 1901 - Buenos Aires 1991)
- Maria Vallès Sostres, pianista (Mequinensa 1917 - Barcelona 1937)
- Edmon Vallès Pedrix, escriptor i periodista especialitzat en divulgació històrica i en documentació gràfica (Mequinensa1920 - Barcelona 1980)
- Antonio Vallés Pedrix, compositor i músic (Mequinensa 1923 - Jaén 2006)